# Бентон, Флетчер
Флетчер Бентон (англ. Fletcher Benton, 25 февраля 1931, Джэксон, Огайо — 26 июня 2019) — американский художник, скульптор, один из пионеров кинетического искусства.

## Биография
Родился в 1931 году в Джэксоне (штат Огайо). Получил образование в области изобразительного искусства в университете Майами в Оксфорде, Огайо. Начал преподавать в Калифорнийском колледже искусств и ремёсел в Окленде в 1959 году. Также преподавал в художественном институте Сан-Франциско (1966—1967) и университете штата в Сан-Хосе (1967—1986). Его скульптуры выставлялись на персональных и групповых выставках с самого начала его творческой карьеры.

## Труды
Работы Бентона находятся в постоянных коллекциях Денверского художественного музея, музея Гиршгорна (Вашингтон), художественного музея в Милуоки, художественного музея в Новом Орлеане, Калифорнийском музее в Окленде, музее американского искусства Уитни (Нью-Йорк), музее современного искусства в Сан-Франциско, музее Декордова (Линкольн (Массачусетс)) и других мест.
Жил и работал в Калифорнии.

## Творчество
Флетчер Бентон хорошо известен геометрическими металлическими скульптурами. Его скульптуры часто бросают вызов гравитации сварными формами опасно расположенными друг поверх друга. Выбор материала отражает интерес скульптора к уникальному цвету, тону и блеску металла.
В 1960-х годах Флетчер Бентон начал экспериментировать с кинетической скульптурой. Это был «золотой век» кинетического искусства, и цветные скульптуры Бентона, сделанные из металла и пластика, принесли ему признание. В конце 1970-х годов Бентон оставил кинетическое искусство, переключившись на более традиционную скульптуру из бронзы и стали. В последние годы жизни Бентон создавал масштабные скульптуры по частным и государственным заказам, для коллекционеров и музеев.
На протяжении многих лет материалы и масштаб работ Бентона радикально изменялись, но он по-прежнему был привержен геометрической абстракции, черпая вдохновение в круге, квадрате, буквах и цифрах.
Бентон тщательного устанавливал каждый из геометрических элементов, составляющих его монументальные скульптуры из стали, изучая толщину и вес металла в сложной конфигурации.
Круг появился в качестве основного элемента во многих последних скульптурах Бентона. Выступая в качестве рамы или привязки для остальных геометрических элементов, круг подчёркивал динамику баланса и дисбаланса.